# ダヤミ・サンチェス
ダヤミ・サンチェス（Dayami Sanchez、1994年3月14日 - ）はキューバの女子バレーボール選手。ポジションはアウトサイドヒッター。元キューバ代表。

## 来歴
- クラブチーム

2010～2015年にかけてCentralesに在籍。その後、Ciudad Habanaで2年プレーした。2017年、活躍の場を海外に求めてフランスリーグのLe Cannet Volley Ballへ移籍。2017/18シーズンのリーグで6位、欧州チャンピオンズリーグに出場した。ハンガリーのUTE Budapestでのプレーを経て、2019/20シーズンは途中から韓国リーグの韓国道路公社ハイパスでプレーした。2020/21シーズンはウクライナのSC Prometeyへ移籍した。2021/22シーズンはフランスリーグのBéziers Volleyでプレーした。2022/23シーズンはスペインリーグのCD Heidelbergと契約した。2024年5月、イタリアセリエA1のクーネオ・グランダ・バレーへの移籍が発表された。
- 代表チーム

アンダーカテゴリーの代表として2010年のU-20北中米選手権で銅メダルを獲得した。2013年、シニアのキューバ代表に初選出される。2014年、イタリアで開催された世界選手権に出場した。2015年、ワールドグランプリと北中米選手権に出場した。2016年のパンアメリカンカップで4位となった。

## 球歴
- 世界選手権 - 2014年
- ワールドグランプリ - 2014年、2015年、2016年

## 所属クラブ
- Centrales（2010-2015年）
- Ciudad Habana（2015-2017年）
- Le Cannet Volley Ball（2017-2018年）
- UTE Budapest（2019-2020年）
- 韓国道路公社ハイパス（2020年）
- SC Prometey（2020-2021年）
- Béziers Volley（2021-2022年）
- CD Heidelberg（2022-2023年）
- UTE Budapest（2023年）
- CSM Târgoviște（2024年）
- クーネオ・グランダ・バレー（2024-）